# Manfrotto

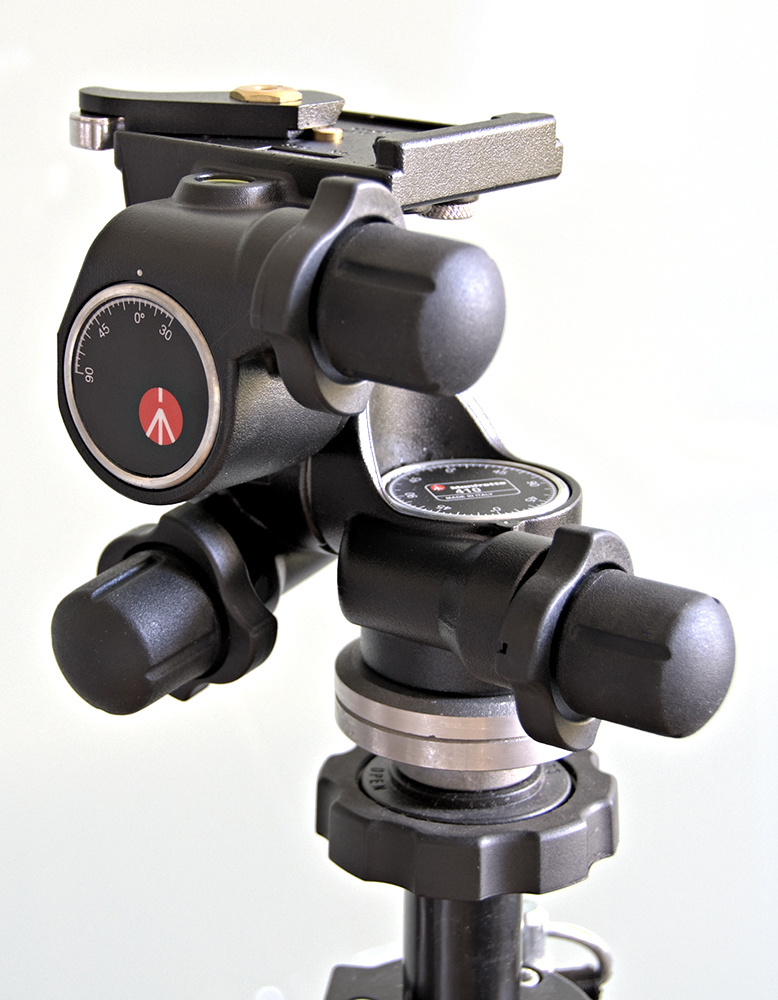
Statiefkop Manfrotto 410 met snelkoppelingsplaat

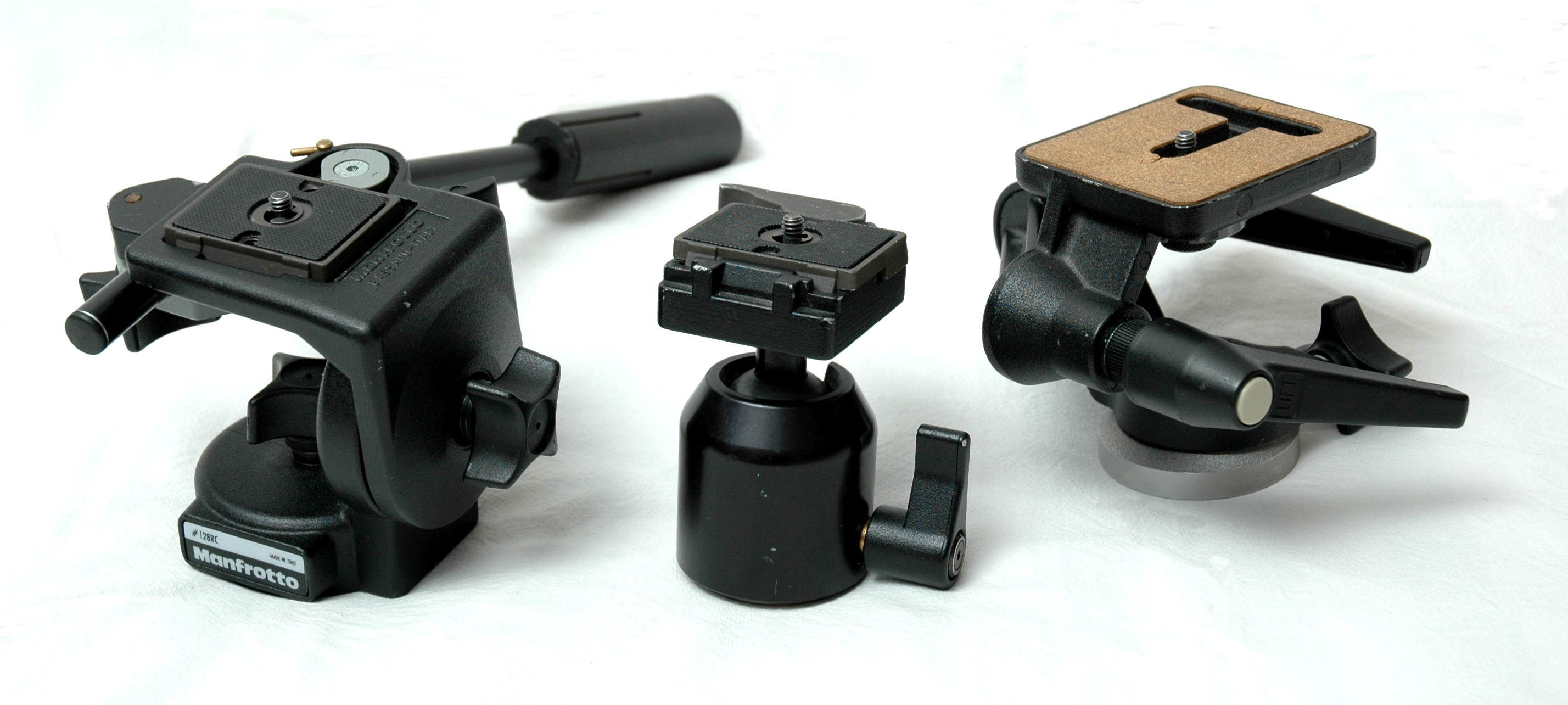
Manfrotto-statiefkoppen en -balhoofd

Manfrotto is een producent van statieven voor camera's en verlichting. Daarnaast produceert het bedrijf ook tassen. De Vitec Group is eigenaar van Manfrotto.

## Bedrijfsprofiel
Manfrotto is vooral bekend geworden door zijn professionele statieven.
In de Verenigde Staten worden Manfrottoproducten onder de naam "Bogen" verkocht.
Aan de goedkopere kant van de productlijn komt de competitie vooral van Velbon, Canon en Silk. Aan de professionele kant van de schaal is het vooral zusterbedrijf Gitzo dat de concurrentie aangaat. Manfrotto gaat er vooral prat op dat hun statieven niet uit één stuk zijn gemaakt, waardoor onderdelen makkelijk kunnen worden uitgewisseld en vervangen.